# Trasporti in Danimarca

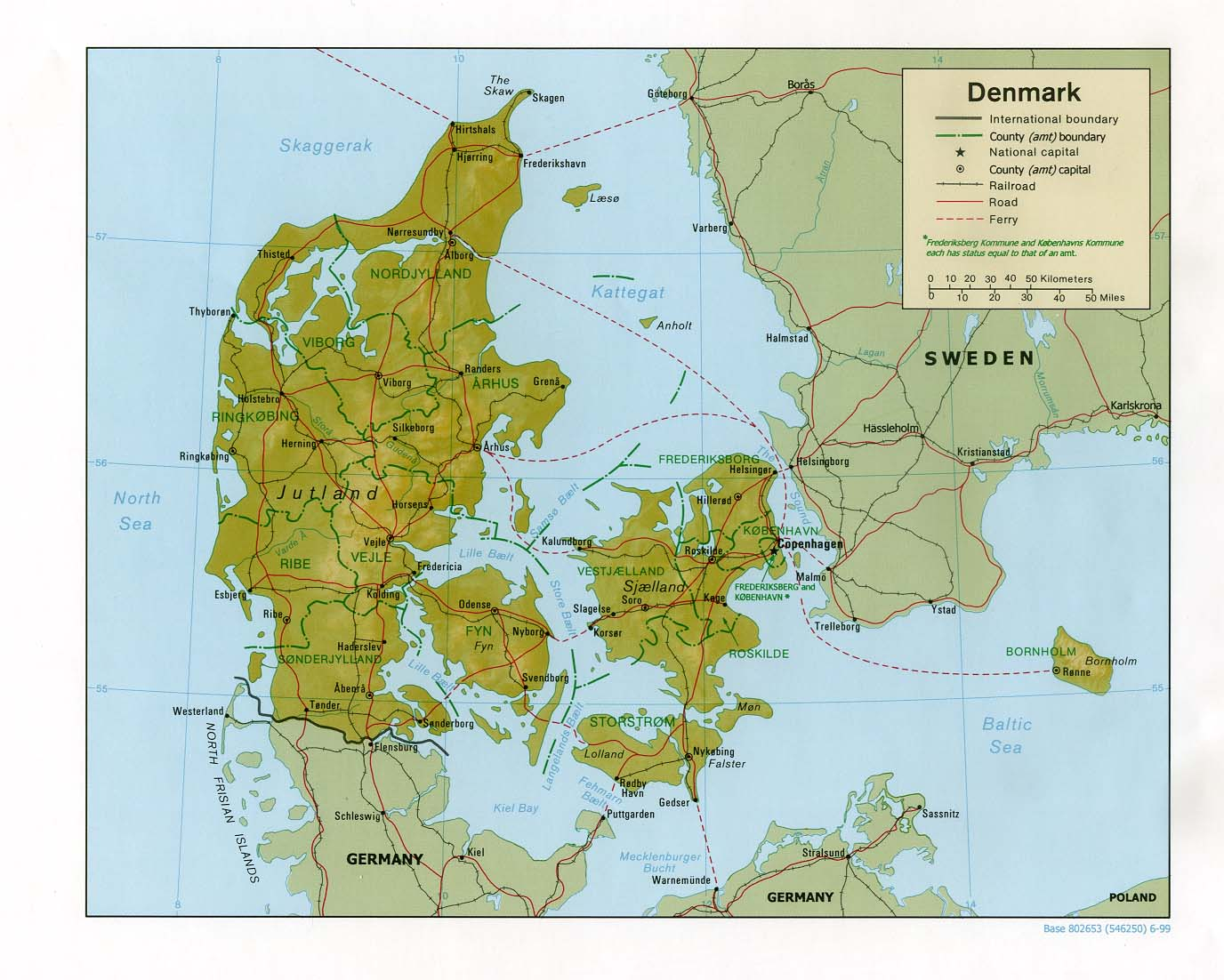
Danimarca: carta geopolitica con rete ferroviaria e stradale

## Introduzione
La rete di trasporti in Danimarca è efficiente grazie alla buona rete autostradale che permette rapidi spostamenti attraverso l'intero territorio nazionale, anche mediante la costruzione di numerosi ponti tra le varie isole.
I centri cittadini sono inoltre collegati da una efficiente rete ferroviaria.
Nella città di Copenaghen il funzionale servizio di autobus è affiancato da una rete capillare di metropolitane superficiali, sviluppate particolarmente verso i comuni esterni alla città rendendo rapidi gli spostamenti dei pendolari.

## Rete ferroviaria
totale:
2.859 km (508 km gestiti da privati)

scartamento normale:
2.859 km 1,435-m larghezza (600 km elettrificati a 25kV AC; 760 km doppio binario) (1998)
- rete S-tog di Copenaghen

## Collegamenti ferroviari con le nazioni confinanti
- Svezia - sì - stesso scartamento - diverso voltaggio 25kVAC/15kVAC.
- Germania - sì - stesso scartamento - diverso voltaggio 25kVAC/15kVAC.

Il Ponte di Øresund provvede ad un collegamento ferroviario con Malmö, Svezia.
La connessione ferroviaria tra Amburgo e Copenaghen è assicurato da:
- il vecchio piccolo Belt Bridge - 1935
- il collegamento fisso del Grande Belt - 1997.

Una linea di traghetto ferroviario è aperta dal 1960 tra Rødby, Danimarca e Puttgarden, Germania.

### Metropolitane
- Metropolitana di Copenaghen: un sistema completamente automatico di metropolitana con 26 treni, 17 stazioni e 16,8 km di binari, costruito da un pool di aziende guidato da Ansaldo STS che ne ha anche ottenuto la gestione per i primi cinque anni.

## Piste ciclabili
La Danimarca e specialmente Odense e Copenaghen, sono note per l'esteso sistema di trasporti destinati agli amanti della bicicletta. Circa il 20% dei trasporti avviene tramite due ruote e un terzo dei trasferimenti casa-lavoro avviene con questo mezzo di trasporto. Odense ha ricevuto il titolo di "città dell'anno per le biciclette" per la vastità della sua rete di piste ciclabili (circa 350 km completamente attrezzate).

## Rete stradale
totale:
71.437 km (incluso 843 km di autostrade)

completamente asfaltate

## Acquedotti
417 km

## Condotte
petrolio 110 km; derivati del petrolio 578 km; gas naturale 700 km

## Porti

### Mare del Nord
- Aalborg
- Esbjerg

### Mar Baltico
- Copenaghen
- Aarhus
- Fredericia

Grenå, Køge, Odense, Struer

## Marina mercantile
totale:
336 navi

## Aeroporti
118 (1999 stimati)

### Aeroporti con piste asfaltate
totale:
28

piste oltre 3.047 m:
2

piste tra 2.438 e 3.047 m:
7

piste tra 1.524 e 2.437 m:
3

piste tra 914 e 1.523 m:
13

meno di 914 m:
3 (1999 stime)

### Aeroporti con piste in terra battuta
totale:
90

piste tra 1.524 e 2.437 m:
1

piste tra 914 e 1.523 m:
7

meno di 914 m:
82 (1999 stime)

### Città con aeroporto
- Aalborg
- Aarhus
- Billund
- Copenaghen
- Karup
- Odense
- Sønderborg